# Elecciones estatales de Oaxaca de 2022
Las elecciones estatales de Oaxaca de 2022, oficialmente llamadas Proceso Electoral 2021-2022, se llevaron a cabo el domingo 5 de junio de 2022 organizadas por el Instituto Estatal Electoral y de Participación Ciudadana de Oaxaca (IEEPCO) en coordinación con el Instituto Nacional Electoral (INE). En ellas se renovó el cargo de gobernador de Oaxaca, titular del poder ejecutivo estatal, electo para un periodo de seis años, no reelegible en ningún caso. El candidato electo fue Salomón Jara Cruz.

## Organización

### Partidos políticos
En las elecciones estatales tienen derecho a participar nueve partidos políticos. Siete son partidos políticos con registro nacional: Partido Acción Nacional (PAN), Partido Revolucionario Institucional (PRI), Partido de la Revolución Democrática (PRD), Partido del Trabajo (PT), Partido Verde Ecologista de México (PVEM), Movimiento Ciudadano (MC) y Movimiento Regeneración Nacional (MORENA). Y dos son partidos políticos estatales: Partido Unidad Popular y Nueva Alianza Oaxaca.

### Proceso electoral
La campaña electoral inicia el 3 de abril y se extiende por ocho semanas hasta el 1 de junio. Durante la campaña se realizan dos debates, el primero el 24 de abril y el segundo el 15 de mayo, ambos se realizan a las seis de la tarde en las instalaciones de la Corporación Oaxaqueña de Radio y Televisión, en la ciudad de Oaxaca de Juárez. El primer debate es pospuesto por la ausencia de cinco de los siete candidatos. La votación se realiza el domingo 5 de junio de 2021, de las 8 de la mañana a las 6 de la tarde. En los comicios tienen derecho a voto 3 008 790 personas.

## Alianzas y candidaturas

### Va por Oaxaca
El 20 de enero de 2022 el Partido Acción Nacional, el Partido de la Revolución Democrática y el partido Nueva Alianza acordaron presentarse en coalición en las elecciones estatales. El Partido Revolucionario Institucional decidió no presentarse en coalición a diferencia de los acuerdos formados para las otras elecciones estatales.
Como aspirantes del Partido Acción Nacional a recibir la candidatura para la gubernatura se registraron Natividad Díaz Jiménez, diputada del Congreso del Estado de Oaxaca, y Carlos Moreno Alcántara, secretario de vialidad y transporte del estado de Oaxaca durante la gubernatura de Gabino Cué Monteagudo. En el Partido de la Revolución Democrática se presentó como aspirante Eloi Vazquéz López.

### Partido Revolucionario Institucional
El Partido Revolucionario Institucional decidió no formar una coalición para competir en las elecciones estatales. El candidato para la gubernatura es designado directamente por la dirigencia nacional del partido. El dirigente estatal del partido, Eviel Pérez Magaña, y la secretaria general, Claudia del Carmen Silva Fernández, se declararon inconformes con el método de designación y anunciaron su renuncia a la dirigencia estatal el 17 de enero.
El 20 de enero se registró como único aspirante a la candidatura a Alejandro Avilés Álvarez, diputado del Congreso del Estado de Oaxaca. Su candidatura fue respaldada por otros interesados en la postulación, entre ellos Eufrosina Cruz, Eviel Pérez Magaña, Francico Villarreal y Javier Villacaña Jiménez. El 10 de febrero el Partido Revolucionario Institucional formalizó la candidatura de Alejandro Avilés Álvarez para la gubernatura del estado.

### Juntos Hacemos Historia
El 9 de noviembre del 2021 los dirigentes de los partidos Movimiento Regeneración Nacional, Partido del Trabajo, Partido Verde Ecologista de México acordaron competir en coalición en las elecciones de Oaxaca bajo el nombre Juntos Hacemos Historia. En enero de 2022 el Partido Unidad Popular se incorporó a la alianza.
Para seleccionar a su candidato para la gubernatura, Morena realizó una encuesta de opinión entre sus militantes y simpatizantes contemplando a cuatro aspirantes: El senador Salomón Jara Cruz, la senadora Susana Harp, la diputada Irma Juan Carlos y el diputado Armando Contreras Castillo. Como resultado del ejercicio demoscópico, el senador Salomón Jara se ubicó como el aspirante mejor posicionado para la candidatura.
La senadora Susana Harp cuestionó la postulación de Salomón Jara, afirmando merecer la candidatura por acción afirmativa, e impugnó la encuesta ante la comisión de honestidad y justicia del partido. Tras la negativa del partido a modificar la candidatura, Harp decidió presentar su reclamo ante el Tribunal Electoral del Poder Judicial de la Federación.

### Movimiento Ciudadano
En el partido Movimiento Ciudadano se presentaron dos aspirantes a la candidatura para la gubernatura: Francisco Melo Velázquez, diputado federal de 2009 a 2012 por Movimiento Ciudadano y Alejandra García Morlan, diputada federal de 2018 a 2021 por el Partido Acción Nacional. El partido acordó seleccionar a su candidato mediante una asamblea nacional el 10 de marzo.
Finalmente, el 13 de marzo, Alejandra García Morlan se registró como candidata de este instituto político a la gubernatura del Estado.

### Candidatos Independientes
El Instituto Estatal Electoral y de Participación Ciudadana de Oaxaca aprobó la postulación de dos candidatos independientes: Mauricio Cruz Vargas, cuya candidatura fue respaldada por la Unión de Autoridades de los Pueblos Originarios; y Jesús López Rodríguez, diputado del Partido de la Revolución Democrática en la LXII Legislatura del Congreso del Estado de Oaxaca.

## Encuestas para la gubernatura

### Por partido político
| Encuestadora          | Fecha                      |        |        |       |        | Otro  | Ninguno/No sabe |
| --------------------- | -------------------------- | ------ | ------ | ----- | ------ | ----- | --------------- |
| Encuestadora          | Fecha                      |        |        |       |        | Otro  | Ninguno/No sabe |
| TResearch             | 30 de junio de 2021        | 6%     | 30%    | 4%    | 40%    | 12%   | 7%              |
| TResearch             | 6 de julio de 2021         | 7%     | 37%    | 5%    | 33%    | 13%   | 5%              |
| Campaigns & Elections | 13 de julio de 2021        | 8%     | 21%    | 3%    | 46%    | 22%   | —               |
| Campaigns & Elections | 3 de agosto de 2021        | 5%     | 11%    | 3%    | 49%    | 32%   | —               |
| Campaigns & Elections | 31 de agosto de 2021       | 7%     | 21%    | 4%    | 44%    | 5%    | 19%             |
| Campaigns & Elections | 25 de octubre de 2021      | 11%    | 16%    | 2%    | 46%    | 3%    | 22%             |
| Factometríca          | 28 de octubre de 2021      | 7.6%   | 23.3%  | 5.3%  | 43.5%  | 7.1%  | 13.2%           |
| Demoscopia digital    | 1 de noviembre de 2021     | 5.4%   | 19.7%  | —     | 45.4%  | 7%    | 22.5%           |
| Campaigns & Elections | 4 de noviembre de 2021     | 14%    | 19%    | 2%    | 48%    | 17%   | —               |
| Mitofsky              | 9 de noviembre de 2021     | 20.6%  | 20.6%  | 20.6% | 45.8%  | 6.9%  | 26.7%           |
| Campaigns & Elections | 11 de noviembre de 2021    | 8%     | 23%    | 5%    | 43%    | 21%   | —               |
| Campaigns & Elections | 16 de noviembre de 2021    | 14%    | 20%    | 2%    | 45%    | 19%   | —               |
| Heraldo Media Group   | 22 de noviembre de 2021    | 10.05% | 24.06% | —     | 40.43% | 2.64% | 22.82%          |
| Campaigns & Elections | 25 de noviembre de 2021    | 15%    | 18%    | 1%    | 48%    | 18%   | —               |
| El Universal          | 2 a 5 de diciembre de 2021 | 1.4%   | 5.5%   | 1.3%  | 47.4%  | 2.2%  | 42.2%           |
| Campaigns & Elections | 7 de diciembre de 2021     | 15%    | 20%    | 3%    | 47%    | 15%   | —               |
| Heraldo Media Group   | 13 de diciembre de 2021    | 11.5%  | 26.6%  | 2.1%  | 51%    | 6.3%  | 2.5%            |
| Demoscopia Digital    | 23 de diciembre de 2021    | 4.1%   | 13.4%  | —     | 50.8%  | 8.4%  | 23.3%           |
| Campaigns & Elections | 6 de enero de 2022         | 9%     | 19%    | 4%    | 44%    | 24%   | —               |
| Massive Caller        | 6 de enero de 2022         | 5%     | 23.2%  | —     | 52.4%  | 4.8%  | 14.6%           |
| Campaigns & Elections | 13 de enero del 2022       | 9%     | 16%    | 3%    | 48%    | 24%   | —               |
| Massive Caller        | 17 de enero de 2022        | 5.4%   | 22.8%  | —     | 50.9%  | 5.2%  | 15.7%           |
| Campaigns & Elections | 19 de enero de 2022        | 6%     | 17%    | 4%    | 43%    | 30%   | —               |
| Campaigns & Elections | 26 de enero de 2022        | 8%     | 20%    | 3%    | 49%    | 20%   | —               |
| Massive Caller        | 1 de febrero de 2022       | 4.8%   | 21.3%  | —     | 49.4%  | 7.8%  | 16.7%           |
| Campaigns & Elections | 3 de febrero de 2022       | 7%     | 20%    | 2%    | 49%    | 4%    | 18%             |
| El Financiero         | 8 de febrero de 2022       | 12%    | 15%    | 3%    | 38%    | 12%   | 20%             |
| Campaigns & Elections | 9 de febrero de 2022       | 15%    | 11%    | 1%    | 43%    | 8%    | 23%             |

### Por candidato
| Encuestadora            | Fecha                 | Avilés | Jara  | Díaz  | García | Otros | N/NS  |
| ----------------------- | --------------------- | ------ | ----- | ----- | ------ | ----- | ----- |
| Encuestadora            | Fecha                 |        |       |       |        | Otros | N/NS  |
| Massive Caller          | 3 de febrero de 2022  | 29.1%  | 41.7% | 4.8%  | 3.2%   | 8.7%  | 12.5% |
| El Financiero           | 8 de febrero de 2022  | 14%    | 41%   | 16%   | 9%     | —     | 20%   |
| Campaigns & Elections   | 9 de febrero de 2022  | 10%    | 42%   | 17%   | 6%     | —     | 25%   |
| FactoMétrica            | 10 de febrero de 2022 | 11.5%  | 52.4% | 10.3% | —      | 9.3%  | 16.5% |
| El Heraldo de México    | 14 de febrero de 2022 | 18.5%  | 43.4% | 6.5%  | 7.6%   | 12.7% | 11.3% |
| Demoscopia Digital      | 16 de febrero de 2022 | 21.7%  | 46.8% | 4.1%  | 5.5%   | 3.8%  | 18.1% |
| Campaigns & Elections   | 16 de febrero de 2022 | 21%    | 39%   | 13%   | 4%     | —     | 23%   |
| Campaigns & Elections   | 22 de febrero de 2022 | 22%    | 42%   | 8%    | 5%     | —     | 23%   |
| Demoscopia Digital      | 25 de febrero de 2022 | 23.6%  | 45.1% | 3.2%  | 6.3%   | 4.3%  | 17.5% |
| Campaigns & Elections   | 2 de marzo de 2022    | 21%    | 45%   | 9%    | 6%     | —     | 19%   |
| Demoscopia Digital      | 7 de marzo de 2022    | 24.3%  | 47.6% | 2.8%  | 5.7%   | 4.7%  | 14.9% |
| Campaigns & Elections   | 9 de marzo de 2022    | 23%    | 46%   | 10%   | 5%     | —     | 16%   |
| El Heraldo de México    | 14 de marzo de 2022   | 20.7%  | 43.9% | 5.5%  | 7.3%   | 7.6%  | 15.0% |
| Campaigns & Elections   | 15 de marzo de 2022   | 21%    | 45%   | 7%    | 7%     | —     | 20%   |
| Demoscopia Digital      | 17 de marzo de 2022   | 21.3%  | 49.8% | 2.6%  | 4.7%   | 3.8%  | 17.8% |
| Campaigns & Elections   | 23 de marzo de 2022   | 20%    | 46%   | 7%    | 7%     | —     | 20%   |
| Massive Caller          | 25 de marzo de 2022   | 26.1%  | 43.4% | 4.9%  | 3.8%   | 9.8%  | 12.0% |
| Demoscopia Digital      | 27 de marzo de 2022   | 19.7%  | 48.6% | 3.9%  | 5.6%   | 5.7%  | 16.5% |
| Campaigns & Elections   | 30 de marzo de 2022   | 23%    | 45%   | 8%    | 7%     | —     | 17%   |
| De las Heras Demotecnia | 31 de marzo de 2022   | 26%    | 61%   | 6%    | 5%     | 2%    | —     |
| Demoscopia Digital      | 4 de abril de 2022    | 21.8%  | 46.4% | 5.6%  | 4.4%   | 6.2%  | 15.6% |
| Campaigns & Elections   | 4 de abril de 2022    | 25%    | 40%   | 9%    | 8%     | —     | 18%   |
| El Financiero           | 6 de abril de 2022    | 28%    | 41%   | 13%   | 10%    | 8%    | —     |
| Demoscopia Digital      | 11 de abril de 2022   | 20.5%  | 45.3% | 6.1%  | 4.8%   | 7.2%  | 16.1% |
| FactoMétrica            | 15 de abril de 2022   | 19.4%  | 57.7% | 6.8%  | 6.3%   | —     | 9.8%  |
| Demoscopia Digital      | 18 de abril de 2022   | 22.9%  | 47.2% | 5.4%  | 3.5%   | 6.2%  | 14.8% |
| Campaigns & Elections   | 19 de abril de 2022   | 24%    | 43%   | 10%   | 7%     | 3%    | 13%   |
| Demoscopia Digital      | 25 de abril de 2022   | 23.2%  | 48.7% | 4.3%  | 3.1%   | 5.4%  | 15.3% |
| El Heraldo de México    | 25 de abril de 2022   | 22%    | 43.8% | 3.3%  | 6.9%   | 8.2%  | 15.8% |
| Demoscopia Digital      | 2 de mayo de 2022     | 24.6%  | 47.2% | 4.1%  | 3.9%   | 6.3%  | 13.9% |
| Campaigns & Elections   | 10 de mayo de 2022    | 24%    | 44%   | 10%   | 5%     | 4%    | 13%   |
| Demoscopia Digital      | 13 de mayo de 2022    | 20.1%  | 50.6% | 7.6%  | 5.9%   | 3.1%  | 12.7% |
| Demoscopia Digital      | 26 de mayo de 2022    | 20.2%  | 51.1% | 6.1%  | 6.4%   | 3.4%  | 12.8% |
| El Heraldo de México    | 30 de mayo de 2022    | 15.5%  | 55.5% | 4.1%  | 4.6%   | 6.7%  | 13.6% |